# Rein Bijkerk
Reinder Piet Franciscus Bijkerk (Arnhem, 1954) is een Nederlands schrijver, militair historicus en oud-politicus. Daarnaast verzorgt hij gastcolleges aan het Instituut Defensie Leergangen, onderdeel van de KMA te Breda.

## Leven
Rein Bijkerk werd in 1954 geboren in Arnhem. Na enkele jaren verhuisde het gezin naar Veenendaal. Na de Mulo rondde hij het HAVO af aan het Christelijk Lyceum Veenendaal. Vervolgens behaalde hij MO-akten geschiedenis aan de Stichting Opleiding Leraren in Utrecht. In 1991 behaalde Bijkerk zijn bul aan de Faculteit der Letteren van de Universiteit Utrecht. Zijn specialisme is politieke en militaire geschiedenis. Het accent legt Bijkerk daarbij op civiel-militaire betrekkingen. Het gaat hem vooral “om de relatie tussen samenleving en krijgsmacht in Nederland en in andere (Westerse) landen, en om het denken en handelen op het vlak van oorlog en vrede.”

## Werk

### Politiek
In 1979 richtte hij, samen met anderen, in Veenendaal de gemeenteraadspartij Dialoog op. Bijkerk zat van 1979 tot 1990 voor Dialoog in de gemeenteraad van Veenendaal. Dialoog zou in 1989 opgaan in GroenLinks, de partij waarvoor Bijkerk van 1990 tot 2007 in de Provinciale Staten van Utrecht zitting nam. Hij was geruime tijd fractievoorzitter. Tevens was hij vice-voorzitter van de Provinciale Staten van Utrecht. Hij vervulde daarna binnen GroenLinks nog enkele taken; zo was hij in 2006 onder het voorzitterschap van Michiel van Odijk lid van de kandidatencommissie voor de Provinciale Statenverkiezingen 2007.

### Militair historisch
Zoals hierboven reeds is aangegeven, verzorgt Bijkerk gastcolleges aan het Instituut Defensie Leergangen. Daarnaast heeft hij op dit vakgebied veel gepubliceerd.

### Auteurschap
Rein Bijkerk heeft sinds zijn afstuderen vele artikelen (o.a. in de Militaire Spectator en NRC), boeken over civiel-militaire aangelegenheden en biografieën geschreven. Ook was hij redacteur van Veenendaal Vooruit (nieuws- en informatieblad van Dialoog (PPR/PSP/Onafhankelijken)), Turf en Sigaren (onder het pseudoniem Geesje van Geerestein) en undergroundblad De Veense.
Sinds Bijkerk de Provinciale Staten verliet, verscheen bijna jaarlijks een boek van zijn hand of een waaraan hij had meegewerkt. In 2015 schreef hij de bestseller Een korte oorlog. En in 2018 verscheen De nieuwe oorlog, dat hij samen met militair historicus Christ Klep schreef.
Hieronder volgt een selectieve opsomming van Bijkerks werken. Over Oorlog en vredesmissies concludeerde Erik Westerhuis: “Boeiende portretten, met zorg opgetekend en voorzien van prachtig plaatwerk. Het boek is een eerbetoon aan alle Nederlandse veteranen. Een aanrader.“ De recensies over Een korte oorlog waren lovend. Militair historicus Christ Klep schreef daarover in het veteranenmagazine Checkpoint, dat dit boek ‘de niche’ bezet “tussen de ‘kloeke boekdelen’ van Loe de Jong en de duizenden meidagen-pagina’s die op internet te vinden zijn.” In De oorlog van nu zijn de schrijvers volgens A.C. Ganzeboom “de lezer buitengewoon behulpzaam om de weg te wijzen naar een objectief en rationeel standpunt.”